# Samantha Stewart
Pour les articles homonymes, voir Stewart.
Samantha Stewart, née le 12 octobre 1989 à London (Ontario), est une lutteuse canadienne.

## Biographie

### Carrière
Samantha Stewart est médaillée d'argent dans la catégorie des moins de 55 kg aux Jeux de la Francophonie de 2013 à Nice. Championne panaméricaine dans la catégorie des moins de 55 kg en 2016 à Frisco, elle remporte par la suite la médaille de bronze dans la catégorie des moins de 53 kg aux Jeux de la Francophonie de 2017 à Abidjan ainsi qu'aux Championnats du monde de lutte 2021 à Oslo.

## Prix et distinctions
- 2013: médaillée d'argent dans la catégorie des moins de 55 kg aux Jeux de la Francophonie à Nice
- 2016: Championne panaméricaine dans la catégorie des moins de 55 kg à Frisco
- 2017: médaille de bronze dans la catégorie des moins de 53 kg aux Jeux de la Francophonie à Abidjan
- 2021: médaille de bronze aux Championnats du monde de lutte 2021 à Oslo